# 小行星4276
小行星4276（4276 Clifford）是一颗绕太阳运转的小行星，为火星轨道穿越小行星。该小行星于1981年12月2日发现。

## 轨道参数
小行星4276的轨道半长轴为2.0094344 UA，离心率为0.204。